# Garsa arbòria de collar
La garsa arbòria de collar (Dendrocitta frontalis) és un ocell de la família dels còrvids (Corvidae).
Habita els boscos densos del nord-est de l'Índia als Himàlaies, cap a l'oest fins Sikkim i cap al sud fins Bangladesh i Manipur, nord de Myanmar i nord-oest del Vietnam.